# Humanist Society of New Zealand
L'Humanist Society of New Zealand est une 
association néo-zélandaise qui milite pour un humanisme laïc. La Society est basée à Wellington et dispose d'adhérents dans toute la Nouvelle-Zélande.
Elle est affiliée à l'Union internationale humaniste et éthique (IHEU) et a pour symbole officiel l'Humain Heureux.